# Warum Krieg?

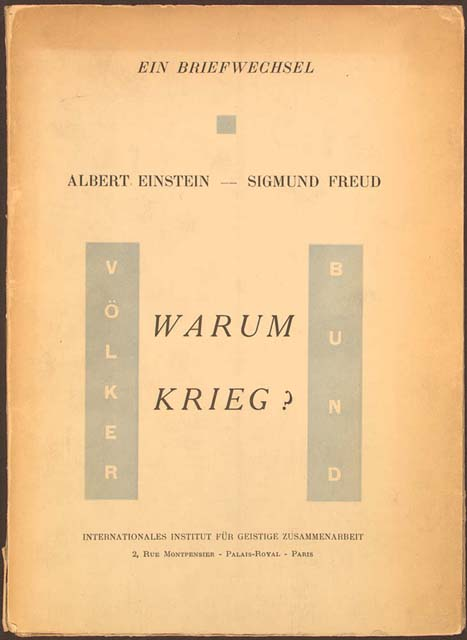
Titelseite der Veröffentlichung

Der Briefwechsel Warum Krieg? zwischen Albert Einstein und Sigmund Freud, veröffentlicht im Jahr 1933 vom Internationalen Institut für geistige Zusammenarbeit, ist ein bedeutendes Dokument des 20. Jahrhunderts, das sich mit den Ursachen von Kriegen und Möglichkeiten ihrer Verhinderung auseinandersetzt. Beide Denker, Einstein als Physiker und Pazifist, Freud als Begründer der Psychoanalyse, bringen ihre Perspektiven in einen Dialog, der die psychologischen und gesellschaftlichen Wurzeln kriegerischer Konflikte beleuchtet. Diese Korrespondenz wurde 1933 in Frankreich (Pourquoi la guerre?), Deutschland und im Vereinigten Königreich (Why War?) in Form einer Broschüre veröffentlicht. Der Buchtitel stammt von Sigmund Freud.
Der Briefwechsel erfolgte in einer Zeit politischer Spannungen, kurz vor der Machtübernahme Hitlers, und kann als ein zeitloses Plädoyer für Frieden verstanden werden.

## Inhalt des Briefwechsels
Albert Einstein initiierte den Briefwechsel im Juli 1932 mit der Frage: „Gibt es einen Weg, die Menschen vom Verhängnis des Krieges zu befreien?“ Er sieht die Lösung in einer überstaatlichen Organisation, die Konflikte friedlich schlichtet, und fragt nach den psychologischen Gründen, warum Menschen trotz der zerstörerischen Folgen Kriege unterstützen. Er verweist auf das Machtbedürfnis herrschender Schichten, die durch Manipulation von Bildung, Presse und Religion die Massen mobilisieren, und fragt, wie man die „Psychosen des Hasses und Vernichtens“ überwinden könne. Einstein konstatiert, dass die Bevölkerung sich in der Regel nicht kriegslüstern zeigt, sofern sie nicht durch Propaganda beeinflusst wird. Es sei demnach von entscheidender Bedeutung, die Bevölkerung gegen Propaganda-Einflüsse zu „immunisieren“. Außerdem sei es Einsteins Auffassung nach von Wichtigkeit, dass Heranwachsende frei von Militarismus aufwachsen, indem sie im Geiste des Pazifismus erzogen werden. Weiter führt er aus, dass Schulbücher oftmals Krieg verherrlichen, aber Gräueltaten, die sich im Zuge dessen ereignen, verharmlosen würden. Die Vermittlung von Frieden anstelle von Hass und Vorurteilen sowie Liebe anstelle von Krieg sieht Einstein als unerlässlich.
Sigmund Freud antwortet im September 1932 aus einer psychoanalytischen Perspektive. Er analysiert Krieg als Ausdruck menschlicher Triebe, insbesondere des Destruktionstriebs, der neben dem Eros (Lebenstrieb) existiert. Freud argumentierte, dass Aggression ein integraler Bestandteil der menschlichen Natur sei, der in der frühen Kindheit wurzelte und durch gesellschaftliche Verhältnisse verstärkt würde. Er sieht keine Möglichkeit, diesen Trieb zu beseitigen, betont aber, dass kulturelle Entwicklung und die Angst vor den Folgen künftiger bewaffneter Auseinandersetzungen langfristig kriegshemmend wirken könnten. Er schließt mit der Hoffnung: „Alles, was die Kulturentwicklung fördert, arbeitet auch gegen den Krieg.“

## Hintergrund und Motivation
Der Briefwechsel wurde vom Völkerbund angeregt, der 1920 gegründet wurde, um einen weiteren Weltkrieg zu verhindern. Angeblich sind sich Einstein und Freud nur einmal im Leben begegnet, nämlich in Berlin während der Neujahrsferien des Jahres 1927. 1932, in einer Zeit wachsender politischer Spannungen und wirtschaftlicher Krisen, beauftragte das Internationale Institut für geistige Zusammenarbeit Einstein, mit einer Person seiner Wahl, ein Thema zu diskutieren. Einstein wählte Freud und das Thema Krieg, da er als überzeugter Pazifist die dringende Notwendigkeit sah, die Ursachen von Konflikten zu verstehen und Lösungen zu finden. Freud, obwohl skeptisch gegenüber praktischen Lösungen, nahm die Einladung an, um die psychologischen Aspekte zu beleuchten. Die Veröffentlichung erschien 1933 in einer limitierten Auflage von 2.000 Exemplaren, kurz bevor die politischen Entwicklungen in Deutschland den Pazifismus weiter erschwerten.

## Fazit
Warum Krieg? ist ein intellektueller Austausch, in dem Einstein und Freud die Ursachen von Kriegen analysieren. Einstein betont politische und gesellschaftliche Mechanismen, während Freud die menschliche Psyche und ihre – oftmals – destruktiven Triebe ins Zentrum stellt. Beide teilen die pazifistische Überzeugung, dass kulturelle und rationale Fortschritte Kriege eindämmen können sollten, auch wenn Freud diesbezüglich pessimistisch in die Zukunft blickte. Der Briefwechsel, initiiert von einer Völkerbund-Institution, spiegelt die Dringlichkeit wider, in einer von Konflikten bedrohten Zeit nach Friedenslösungen zu suchen.

## Publikation
- Erscheinungsjahr: 1933
- Verlag: Internationales Institut für geistige Zusammenarbeit/Völkerbund, Paris
- Druck: Imprimerie Darantière, Dijon[4]
- Format: Oktavformat (klappenbroschiert)[4]
- 62 Seiten
- 2000 nummerierte Exemplare